# Konstantin Smietanin
Konstantin Aleksandrowicz Smietanin (ros. Константи́н Алекса́ндрович Смета́нин, 1898–1969) – radziecki dyplomata.
Członek RKP(b), 1937-1939 radca Ambasady ZSRR w Japonii, 1937 chargé d'affaires ZSRR w Japonii, od 21 września 1939 do 28 maja 1942 ambasador nadzwyczajny i pełnomocny ZSRR w Japonii.